# MACRO-11
MACRO-11 — язык ассемблера с возможностью макросов, созданный Digital Equipment Corporation (DEC) для мини-компьютеров PDP-11. Он заменил язык PAL-11 (Program Assembler Loader), ранний язык ассемблера для PDP-11 без макросов.
MACRO-11 поддерживался во всех операционных системах для DEC PDP-11. Операционные системы на основе Unix для PDP-11 также включают ассемблер (команда as), схожий по структуре с MACRO-11, но с другим синтаксисом.

## Пример использования
Программа Hello, world! на MACRO-11 для RT-11:
```
        .TITLE  HELLO WORLD
        .MCALL  .TTYOUT,.EXIT
HELLO:: MOV     #MSG,R1 ;STARTING ADDRESS OF STRING
1$:     MOVB    (R1)+,R0 ;FETCH NEXT CHARACTER
        BEQ     DONE    ;IF ZERO, EXIT LOOP
        .TTYOUT         ;OTHERWISE PRINT IT
        BR      1$      ;REPEAT LOOP
DONE:   .EXIT

MSG:    .ASCIZ /Hello, world!/
        .END    HELLO

```

Если эта программа сохранена в файле HELLO.MAC, то набор команд RT-11 для ассемблирования, связывания и исполнения будет следующим (здесь точка «.» это приглашение командной строки RT-11):
```
.MACRO HELLO
ERRORS DETECTED:  0

.LINK HELLO

.R HELLO
Hello, world!
.

```

### Другие примеры
- KPUN.MAC
- JULIAN
- Metalab
- Trailing Edge